# Дерианур
Дерианур (перс. درياى نور‎ — «море света» — назван по аналогии с Кохинуром) — один из самых известных бриллиантов в мире. Масса 182 карата. Крупнейший розовый алмаз. По оценке Британской энциклопедии, это «самый крупный и прекрасный из алмазов» иранских шахов.

## Легенда о происхождении камня
По легенде у правителя Индии Султана Ала уд-Дина Хилджи было три сына: Хизр-хан, Шихаб уд-дин Умар и Кутб уд-дин Мубарак. В 1316 году после смерти отца они стали претендентами на царство и решили разделить всю территорию на три части. С этой целью они отправились в путешествие по владениям отца. В горах их застал ливень, и они укрылись от непогоды в одной из пещер. Войдя внутрь, они увидели, что пещера освещена необычным светом, который исходил от алмаза, лежащего на гранитном камне. Братья заспорили, кому он должен принадлежать и стали молиться богам: Хизр-хан — Вишну, Умар — душе мира Брахме, а Мубарак — богу-разрушителю Шиве. Шива услышал молитву Мубарака и пустил в алмаз молнию, после чего он раскололся на три части. Каждый из осколков превышал семьсот каратов. Хизр-хан взял себе самую крупную часть, которую назвал «Дарияи-нур» — «море света». Умар назвал свой камень «Кохи-нур» — «гора света», а Мубарак дал имя своему камню «Хинди-нур» — «свет Индии».
После того, как братья взошли на престол, в стране начались несчастья. Голод и эпидемии уносили десятки тысяч жизней. Чтобы вызвать благорасположение Шивы, Мубарак продал свой алмаз шаху Персии. На полученные деньги он построил храм и установил у входа мраморное изваяние Шивы высотой в три человеческих роста. Но несчастья продолжались. Тогда Хизр-хан и Умар приказали каменотесам вставить алмазы «Дерианур» и «Кохинур» в глазницы изваянию. После чего все бедствия тут же прекратились.
Впоследствии «Дерианур» и «Кохинур» были вмонтированы в трон персидского шаха, который напал на Индию и в числе прочих трофеев захватил эти алмазы.

## История камня
Хотя персидские монархи верили в то, что алмаз некогда принадлежал Киру Великому, на самом деле он был добыт в копях Голконды и вместе с Павлиньим троном был вывезен Надир-шахом из столицы Великих Моголов в 1739 году. По всей видимости, он был изготовлен из огромного «столового бриллианта», который видел в 1642 году вделанным в трон Шах-Джахана француз Жан-Батист Тавернье. Из того же источника, возможно, происходит алмаз Нур ул-Айн, украшающий тиару супруги последнего шаха, Фарах Пехлеви.
После падения династии Надир-шаха камнем владели Зенды, а Фетх Али-шах велел нанести на него свой вензель. Насреддин-шах Каджар предпочитал носить его на галуне, а Мозафереддин-шах Каджар прикрепил к парадному тюрбану, в котором в 1902 году ездил по Европе. В XX веке бриллиант хранился в Голестанском дворце. Реза Пехлеви имел его при себе во время торжественной коронации в качестве шаха Ирана. Ныне камень хранится в Национальной сокровищнице Центрального Банка Ирана в Тегеране.